# Wilhelm Hallbauer
Wilhelm Hallbauer (geboren 30. März 1889 in Straßburg, Deutsches Reich; gestorben 26. Oktober 1969 in Holzminden) war ein deutscher Architekt, Stadt- und Raumplaner sowie Täter des Holocaust im deutsch besetzten Polen.

## Leben
Wilhelm Hallbauer war der Sohn eines preußischen Baurats. Er leistete seinen Wehrdienst bei der Marine und wurde im Ersten Weltkrieg eingezogen. Hallbauer studierte Architektur an der Technischen Hochschule Hannover und arbeitete zu Anfang als Regierungsbaumeister (Assessor in der öffentlichen Bauverwaltung). Ab 1920 hatte er ein eigenes Architektenbüro in Hamburg und realisierte Industriebauten, Kontorhäuser, Hotels, Theater, Kriegerdenkmäler und Villen. Ende der 1920er Jahre verlegte er sich auf das Grundstücks- und Finanzierungsgeschäft und war Geschäftsführer mehrerer Bau- und Siedlungsgesellschaften. Er wurde dann als Leiter des Stadterweiterungs- und Gartenamtes nach Wilhelmshaven berufen. Er plante dort die Erweiterung des Kriegshafens und die Vergrößerung der Stadt. Für den Stadtteil Altengroden plante er 1937 in der Projektskizze Stadt der 300.000 zunächst eintausend Wohnungen. Zum 1. Mai 1933 war Hallbauer in die NSDAP eingetreten (Mitgliedsnummer 3.039.310).
Nach der deutschen Eroberung Polens zu Beginn des Zweiten Weltkriegs wurde Hallbauer im Dezember 1939 Stadtbaudirektor in Łódź. Sein Auftrag war, dort eine neue Bauverwaltung nach deutschem Muster aufzubauen. Die in Litzmannstadt umbenannte Stadt, zu der Zeit die sechstgrößte Stadt im nationalsozialistischen Deutschen Reich (das Reich in seinen aktuellen Grenzen, also einschließlich des annektierten Warthelandes mit Łódź), sollte zu einer deutschen Zentralstadt umgestaltet werden, dafür sollten die polnischen und jüdischen Einwohner vertrieben werden. Da die Infrastruktur mit der Industrialisierung und dem Bevölkerungswachstum nicht mitgehalten hatte, sollte die Stadt grundlegend erneuert werden. Im Januar 1940 legte er Grundsätzliche Gedanken zum Raumproblem Lodsch vor, für eine völkisch-raunende Einleitung seiner Schrift hatte er Herbert Volck gewonnen. Hallbauer plante, dass 300.000 Juden und 50.000 Polen „ausgesiedelt“ werden sollten, durch Ansiedlung von 400.000 Deutschen käme die Stadt mit verbleibenden 300.000 polnischen Industriearbeitern auf 700.000 bis 800.000 Einwohner. Hallbauer konnte eine Reihe von deutschen Bauingenieuren als städtische Abteilungsleiter nach Litzmannstadt holen, im April 1940 wurde der Berliner Architekt Walther Bangert mit einem Gesamtplan beauftragt, in welchem Hallbauers nationalsozialistisch-größenwahnsinnige Vorstellung auf eine Zielgröße von einer halben Million Einwohner zurechtgestutzt wurde. Die rasch in der Adolf-Hitler-Straße hochgezogenen Wohnbauten wurden von einem UFA-Filmteam für den Propagandafilm Aus Lodz wird Litzmannstadt aufgenommen. Hallbauer setzte den Rahmen für eine „Stadt ohne Juden“, in welcher die jüdische Bevölkerung Łódź und die hierher deportierten Juden im Zwangsghetto Litzmannstadt von jeglichem Kontakt mit der Stadt abgeschnitten wurden. Die Bauverwaltung der Stadt unter Hallbauer machte sich diese Ziele zu eigen.
Nach dem deutschen Überfall auf die Sowjetunion pendelte Hallbauer ab Oktober 1941 zwischen Litzmannstadt und dem von den Deutschen eroberten Lemberg in Galizien, wo er die Stadtplanung auf eine Aufteilung der Stadt zwischen Deutschen, Polen, Ukrainern und Juden umstellte. Im Februar 1942 wechselte er endgültig nach Lemberg, da er zusätzlich zum Stellvertreter des Stadthauptmanns Egon Höller ernannt wurde. In Lemberg schuf er am 2. Dezember 1941 die stadtplanerischen Voraussetzungen für die Abriegelung des Lemberger Zwangsghettos. Als zweiter Mann in der Stadtverwaltung sorgte er dafür, dass jüdische Zwangsarbeiter aus dem KZ Janowska für städtische Arbeiten geordert wurden. Die Stadtverwaltung war in die Organisation des Zwangsghettos, des Konzentrationslagers und dessen Außenstellen vielfältig eingebunden und sie ermöglichte der SS und der Gendarmerie unter dem SS-General Friedrich Katzmann Selektionen, Deportationen und Massenmorde und die spätere Enterdung und Verbrennung der Leichen in Lemberg durchzuführen. Hallbauer beteiligte sich an dem Betrug an den Vertretern des zwangsweise eingerichteten Judenrats. Bei einem Besuch Lembergs durch den Generalgouverneur Hans Frank 1942 erhielt Hallbauer die Gelegenheit, den Gästen des Staatsakts einen Vortrag über die bauliche Entwicklung Lembergs zu halten und sie durch eine Modellschau zu führen. 1944 erhielt er von Frank den Auftrag, ein repräsentatives Geschenk des Generalgouvernements für Adolf Hitlers 55. Geburtstag vorzubereiten.
Nach Kriegsende arbeitete Hallbauer freiberuflich als Raumplaner in Südwestdeutschland und äußerte sich auch zur Stadtentwicklung in Wilhelmshaven. Über seine Entnazifizierung ist nichts bekannt. Später lebte er als Baudirektor außer Dienst und Pensionär in Bad Nauheim.

## Namensvetter
Ein Namensvetter war Wilhelm Hallbauer, Regierungsinspektor im Reichsgesundheitsamt, Bearbeiter des von Hans Reiter und Bernhard Möllers herausgegebenen dreibändigen Werks Sammlung deutscher Gesundheitsgesetze (1940 bis 1944).

## Schriften (Auswahl)

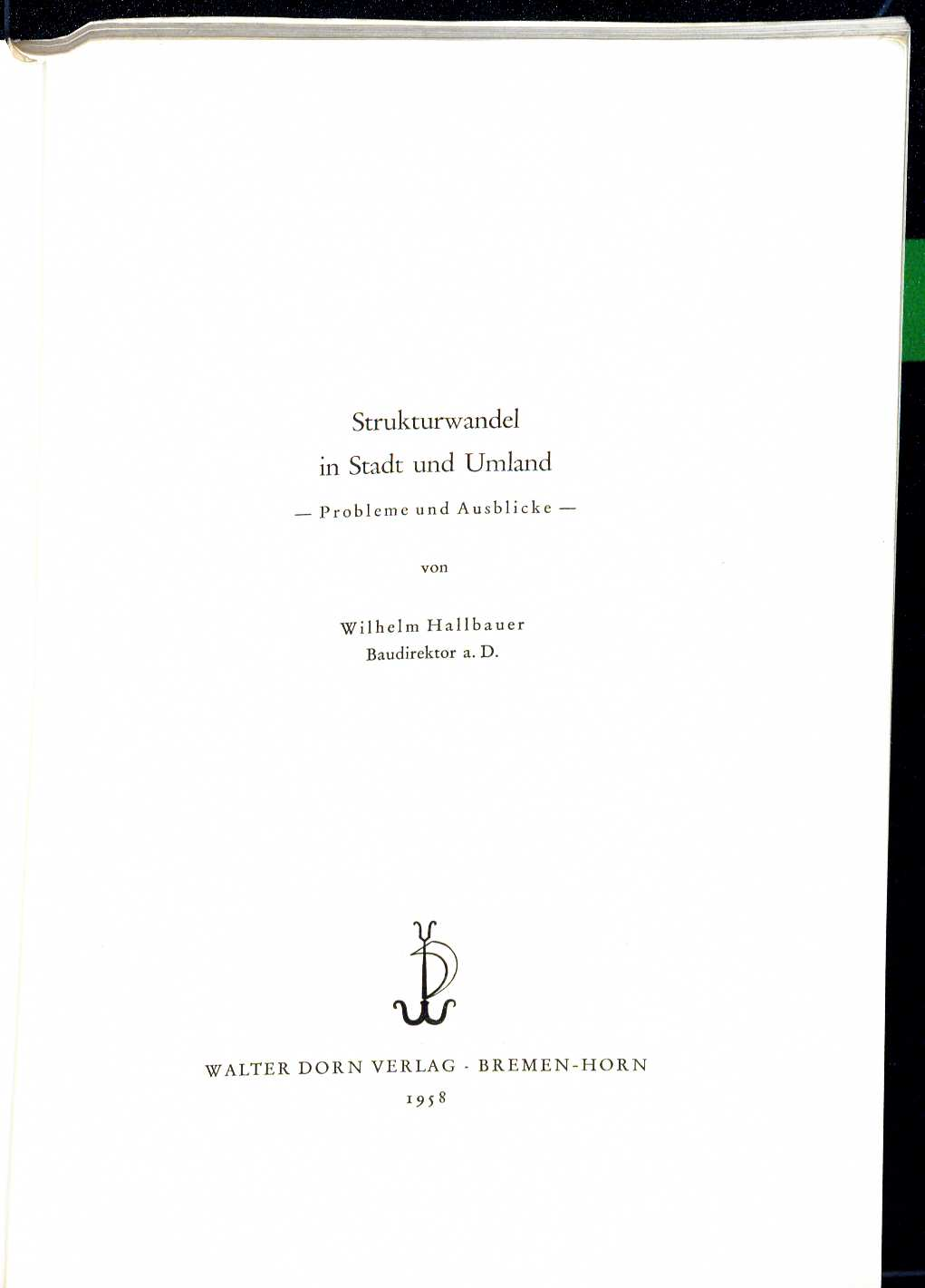
Strukturwandel in Stadt und Umland (1958)

- Grundsätzliche Gedanken zum Raumproblem Lodsch. (Einleitung von Herbert Volck) Lodsch 1940.
- Kreis Nürtingen. Soziologische Untersuchung nach dem Stande vom Frühjahr 1947. Nürtingen 1947.
- Wirtschaftsraum Esslingen 1948. 3 Bände, Esslingen 1948.
- Denkschrift der Stadt Pforzheim an Staatsministerium und Landtag über die notwendige Neugliederung ihres Wirtschaftsbezirkes anlässlich der Bildung des Südweststaates. Pforzheim 1950.
- Wilhelmshaven 1952. Bad Nauheim 1952.
- Strukturwandel im Gefüge der deutschen Gemeinden durch Kriegs- und Nachkriegsfolgen in der Bundesrepublik. Auszug aus den Ergebnissen des Raumforschungsauftrages Az. II – 1441 Nr. 5/53 des Bundesministers für Wohnungsbau – Bonn. Bonn ca. 1956.
- Strukturwandel in Stadt und Umland. Probleme und Ausblicke. (= Raumforschung und Landesplanung, Abhandlungen, Band 34.) Dom, Bremen-Horn 1958.
- Unsere Umwelt. Versuch einer Rechenschaft über 2000 Jahre deutscher Wirtschafts- und Stadtentwicklung. Röck, Weinsberg (Württemberg) ca. 1962.
- Raumordnung, eine Lebensfrage Wilhelmshavens. In: Institut für Raumforschung (Hrsg.): Informationen (ISSN 0340-0689), 7. Jahrgang 1957, Heft 12, S. 305–334.